# Coco-Jacinta Cherian
Coco-Jacinta Cherian (Perth, Australia Occidental; 2000), es una actriz australiana, más conocida por haber interpretado a Rani Kapoor en Neighbours. 

## Biografía
Hizo actuaciones para el CPCA "Children's Performing Company of Australia" desde 2004 hasta 2011. 
En 2011 apareció en la película Taj, donde interpretó a Priyanthi.
En 1 de febrero de 2012, se unió al elenco de la exitosa serie australiana Neighbours, donde interpretó a la joven Rani Kapoor hasta el 12 de julio de 2013. Coco regresó a la serie brevemente en octubre de 2013 y su última aparición fue el 2 de octubre de 2013.

## Filmografía

### Series de televisión
| Año         | Título     | Personaje   | Notas        |
| ----------- | ---------- | ----------- | ------------ |
| 2012 - 2013 | Neighbours | Rani Kapoor | 69 episodios |

### Películas
| Año  | Título | Personaje | Notas                                            |
| ---- | ------ | --------- | ------------------------------------------------ |
| 2011 | Taj    | Priyanthi | junto a Mahesh Jadu, Sachin Joab & Nicholas Bell |

### Teatro
| Año  | Obra           | Personaje | Notas |
| ---- | -------------- | --------- | ----- |
| 2008 | Les Miserables | -         | -     |